# Hans Tödter
Hans Tödter (* 7. Juli 1982; † 5. Februar 2019) war ein deutscher Gehörlosensportler im Tennis.

## Karriere
Hans Tödter erlernte den Beruf des Malers und arbeitete im städtischen Bauhof der Stadt Knittlingen. Er war von Geburt an gehörlos. Von Jugend an begeisterte er sich für den Tennissport und wurde Mitglied des TV Mühlacker. Dort wurde sein Talent bald entdeckt, sodass er in den Kader der Nationalmannschaft aufgenommen wurde. Bei den Deaflympics 2013 in Sofia gewann er mit seinem Partner Urs Breitenberger im Herrendoppel gegen die favorisierten Franzosen und amtierenden Europameister Mikael Laurant und Vincent Novelli in drei Sätzen 7:6 (8:6), 6:4, 6:4 die Goldmedaille. Daraufhin wurden er und Urs Breitenberger 2013 von Bundespräsident Gauck mit dem Silbernen Lorbeerblatt ausgezeichnet. Auch an den Deaflympics 2017 in Samsun in der Türkei nahm Hans Tödter wieder mit seinem Doppelpartner Breitenberger teil. Erst im Endspiel unterlagen er und Breitenberger ihren Gegnern und erreichten die Silbermedaille.
Nach kurzer schwerer Erkrankung starb Hans Tödter im Februar 2019 im Alter von 36 Jahren.